# Merle Travis
Merle Robert Travis (Rosewood, 29 de novembro de 1917 - Tahlequah, 20 de outubro de 1983) foi um cantor, compositor e músico americano de country and western, nascido em Rosewood, Kentucky. Suas letras frequentemente se referiam à exploração dos mineiros de carvão. Entre suas canções mais conhecidas estão "Sixteen Tons" e "Dark as a Dungeon". Contudo, é por seu estilo ao tocar a guitarra e suas interpretações das ricas tradições musicais de seu nativo Condado de Muhlenberg que o mantêm lembrado hoje em dia. Seu nome foi colocado no Nashville Songwriters Hall of Fame em 1970 e eleito para o Country Music Hall of Fame em 1977.

## Biografia

### Início
Travis nasceu e cresceu no Condado de Muhlenberg, Kentucky, lugar que inspirou muitas das composições de Travis. Ele ficou interessado pela música desde cedo e originalmente tocou um instrumento fabricado pelo irmão. Travis economizou seus recursos para comprar uma guitarra que tinha visto numa vitrine.
O estilo musical de Merle foi desenvolvido com base numa tradição nativa de fingerpicking no oeste do Kentucky. Entre seus primeiros estava o guitarrista de black country blues Arnold Shultz (1886-1931). Shultz ensinou seu estilo a muitos músicos locais, inclusive Kennedy Jones (1900-1990), que por sua vez também ensinou a técnica a outros guitarristas, notavelmente Mose Rager (1911-1986), um mineiro de carvão e barbeiro em tempo parcial, e Ike Everly, o pai dos The Everly Brothers. Seu estilo de usar o polegar e o dedo indicador criaram um estilo próprio, que cativou muitos guitarristas na região e inspirou o jovem Travis. Travis reconheceu essa dívida com Rager e Everly, aparecendo com Rager no DVD Legends of Country Guitar (Vestapol, 2002).
Aos 18 anos, Travis tocou "Tiger Rag" num programa de rádio em Evansville, Indiana, o que deu origem a ofertas para trabalhar com bandas locais. Em 1937 foi contrato pelo instrumentista de fiddle Clayton McMichen como guitarrista em sua banda, Georgia Wildcats. Mais tarde Travis fez parte dos Drifting Pioneers, um quarteto de gospel da região de Chicago que passaram a tocar na rádio WLW em Cincinnati, a estação de rádio country mais importante ao norte de Nashville. O estilo de Travis encantou a todos na WLW, o que fez dele um membro popular do programa "Boone County Jamboree" desde o início, em 1938. Ele se apresentava em vários programas durante a semana, frequentemente tocando com outros artistas da WLW, tais como Grandpa Jones, os Delmore Brothers, Hank Penny e Joe Maphis, todos os quais se tornaram amigos de toda a vida.    
Em 1943 Merle Travis e Grandpa Jones fizeram gravações para o vendedor de discos usados Syd Nathan, que fundara um novo selo, King Records. Como a WLW impedia seus músicos contratados de gravar, Travis e Jones usaram o pseudônimo The Sheppard Brothers. Sua gravação de "You'll Be Lonesome Too" foi a primeira a ser lançada pela King Records, subsequentemente conhecida pelas suas gravações country dos Delmore Brothers e dos Stanley Brothers, assim como suas lendas do R&B: Hank Ballard, Wynonie Harris e principalmente James Brown.
Quando os Drifting Pioneers saíram da rádio WLW, deixando uma lacuna de meia hora na programação, Merle, Grandpa Jones e os Delmore Brothers formaram um grupo de gospel chamado The Brown's Ferry Four. Com um repertório de canções tradicionais gospel, tanto dos negros como dos brancos, tornaram-se um dos mais populares grupos de gospel da época, gravando aproximadamente quatro dúzias de canções para o selo King entre 1946 e 1952. O grupo foi considerado "possivelmente o melhor grupo de música gospel branco de todos os tempos".
Nesta época, Travis apareceu em vários soundies, uma forma antiga de vídeo musical criada para jukeboxes visuais, nas quais os freguestes podiam ver assim como também ouvir os músicos mais populares do dia. Seu primeiro soundie foi "Night Train To Memphis" com a banda de Jimmy Wakely e seu Oklahoma Cowboys and Girls, includindo Johnny Bond e Wesley Tuttle, juntamente com Colleen Summers (que mais tarde se casaria com Les Paul e se tornaria Mary Ford).

### Auge
Em 1944, Travis foi de Cincinnati para Hollywood, onde seu estilo se tornou ainda mais reconhecido, trabalhando em gravações de estúdio, apresentações ao vivo em rádios e em espetáculos, assim como vários papéis cantantes em filmes B de faroeste. Ele gravou por vários pequenos selos até 1946, quando assinou com a Capitol Records. Seus primeiros sucessos, "Cincinnati Lou", "No Vacancy", "Divorce Me C.O.D., "Sweet Temptation", "So Round, So Firm, So Fully Packed" e "Three Times Seven", todas composições próprias, deram-lhe proeminência nacional, ainda que não mostrassem todo o trabalho de guitarra pelo qual Travis era reconhecido no meio musical.
Em 1946, quando lhe pediram para gravar um álbum de folk, Travis combinou canções tradicionais com outras composições original baseadas em seus tempos de infância, nos quais a família trabalhava nas minas. O resultado foi lançado como o conjunto de 4 discos de 78 rotações Folk Songs of the Hills.  Este álbum, com Travis tocando sozinho, contém suas duas mais conhecidas canções, ambas focadas nas vidas dos mineiros de carvão: "Sixteen Tons" e "Dark as a Dungeon". "Sixteen Tons" (cuja autoria foi também reclamada por George S. Davis) atingiu o topo das paradas country na Billboard com a versão feita por Tennessee Ernie Ford em 1955, sendo regravada muitas vezes ao longo dos anos. A pesadamente filosófica "Dark As A Dungeon", nunca foi um sucesso como single, mas se tornou uma das canções-chave do folk na década de 1960, quando vários artistas fizeram versões, dentre eles Johnny Cash, Dolly Parton, o próprio Travis, entre outros, jamais saindo do catálogo desde então.
Travis teve muito sucesso no rádio nas décadas de 1940 e de 1950, quando também apareceu em muitos programas de televisão com sua esposa June Hayden por volta de 1953. Contudo, sua vida pessoal foi se tornando cada vez mais complicada. Bebendo muito e às vezes inseguro apesar da sua multiplicidade de talentos (que incluíam a prosa, taxidermia, desenho e reparo de relógios), ele se envolveu em vários incidentes violentos na Califórnia e se casou várias vezes ao longo da vida. Embora tivesse medo dos palcos, ele foi efetivo e mesmo carismático neles. Apesar de seus problemas, ele era respeitado e admirado por seus amigos e colegas músicos. Seus sucessos na década de 1940 não se mantiveram ao longo de toda a década seguinte, apesar da reverência de amigos como Johnny Cash, Grandpa Jones e Hank Thompson, com o qual ele fez turnês e gravou como guitarrista principal. Travis continuou a gravar pela Capitol na década de 1950, aumentando seu repertório com novos estilos.
Sua maior exposição foi depois de aparecer no filme de 1953 From Here to Eternity cantando "Reenlistment Blues", e depois do sucesso da versão de seu amigo Tennessee Ernie Ford para "Sixteen Tons" em 1955. Sua reputação como cantor-compositor de folk aumentou após o álbum The Merle Travis Guitar em 1956, o relançamento de Folk Songs of the Hills com quatro faixas adicionais sob o título Back Home em 1957 e Walkin' the Strings em 1960. Em meados da década de 1960 ele se mudou para Nashville e passou a fazer parte do programa Grand Ole Opry.

### Últimos anos e legado
Após um revés na carreira durante o qual abusou das drogas e da bebida, Travis pôs sua carreira de volta aos trilhos na década de 1970. Ele apareceu com frequência em programas musicais na televisão: Porter Wagoner Show, Johnny Cash Show, Austin City Limits, Grand Old Country e Nashville Swing. Em 1976 ele contribuiu para a trilha sonora do documentário ganhador do Oscar, "Harlan County, USA". Até o final dessa década ele, em contrato com a gravadora country CMH Records, esteve num dos períodos mais prolíficos de gravações em sua carreira
Em 1983, Travis faleceu aos 65 anos em função de um ataque cardíaco em sua casa, na cidade de Tahlequah, Oklahoma. Seu corpo foi cremado e suas cinzas lançadas em volta de um memorial erguido em seu nome próximo a Drakesboro, Kentucky.

## Discografia

### Álbuns
| Ano  | Álbum                                                 | US Country | Selo         |
| ---- | ----------------------------------------------------- | ---------- | ------------ |
| 1947 | Folk Songs of the Hills                               |            | Capitol      |
| 1956 | The Merle Travis Guitar                               |            | Capitol      |
| 1957 | Back Home                                             |            | Capitol      |
| 1960 | Walkin' the Strings                                   |            | Capitol      |
| 1962 | Travis                                                |            | Capitol      |
| 1963 | Songs of the Coal Mines                               |            | Capitol      |
| 1964 | Merle Travis and Joe Maphis                           |            | Capitol      |
| 1967 | The Best of Merle Travis                              |            | Capitol      |
| 1967 | Our Man from Kentucky                                 |            | Hilltop      |
| 1968 | Strictly Guitar                                       |            | Capitol      |
| 1969 | Great Songs of the Delmore Brothers (com Johnny Bond) |            | Capitol      |
| 1974 | Merle's Boogie Woogie + 3 (com Ray Campi)             |            | Rollin' Rock |
| 1974 | The Atkins - Travis Traveling Show (with Chet Atkins) | 30         | RCA Victor   |
| 1976 | Guitar Player                                         |            | Shasta       |
| 1979 | Country Guitar Giants (com Joe Maphis)                |            | CMH          |
| 1979 | The Merle Travis Story: 24 Greatest Hits              |            | CMH          |
| 1980 | Light Singin' and Heavy Pickin                        |            | CMH          |
| 1980 | Guitar Standards                                      |            | CMH          |
| 1981 | Travis Pickin'                                        |            | CMH          |
| 1981 | Rough, Rowdy and Blue                                 |            | CMH          |
| 1982 | Country Guitar Thunder (1977–1981) (com Joe Maphis)   |            | CMH          |
| 1982 | The Clayton McMichen Story (com Mac Wiseman)          |            | CMH          |
| 1982 | Farm and Home Hour (with Grandpa Jones)               |            | CMH          |

### Álbuns póstumos
| Year | Album                                                  | Label            |
| ---- | ------------------------------------------------------ | ---------------- |
| 1991 | Merle Travis Unreleased Radio Transcriptions 1944-1949 | Country Routes   |
| 1994 | Guitar Rags and a Too Fast Past                        | Bear Family      |
| 1995 | Country Hoedown Shows & Films                          | Country Routes   |
| 1995 | Unissued Radio Shows (1944–1948)                       | Country Routes   |
| 1998 | Turn Your Radio On (1944–1965)                         | Country Routes   |
| 2002 | The Very Best of Merle Travis                          | Varese Sarabande |
| 2003 | Boogie Woogie Cowboy 1944-1956                         | Country Routes   |
| 2003 | In Boston 1959                                         | Rounder          |

### Coletâneas selecionadas e relançamentos
| Ano  | Álbum                                                      | Selo                |
| ---- | ---------------------------------------------------------- | ------------------- |
| 1993 | Folk Songs of the Hills: Back Home/Songs of the Coalminers | Bear Family         |
| 1995 | Guitar Retrospective                                       | CMH                 |
| 2000 | The Best of Merle Travis: Sweet Temptation 1946-1953       | Razor & Tie         |
| 2002 | Sixteen Tons                                               | ASV Living Era      |
| 2003 | Hot Pickin                                                 | Proper Records      |
| 2005 | I Am a Pilgrim                                             | Country Stars       |
| 2008 | Merle Travis: The Definitive Collection                    | Delta Leisure Group |
| 2008 | Legend of Merle Travis                                     | Country Stars       |

### Singles
| Ano  | Single                                 | US Country |
| ---- | -------------------------------------- | ---------- |
| 1946 | "Cincinnati Lou"                       | 2          |
| 1946 | "No Vacancy"                           | 3          |
| 1946 | "Divorce Me C.O.D."                    | 1          |
| 1947 | "Missouri"                             | 5          |
| 1947 | "So Round, So Firm, So Fully Packed"   | 1          |
| 1947 | "Steel Guitar Rag"                     | 4          |
| 1947 | "Three Times Seven"                    | 4          |
| 1947 | "Fat Gal"                              | 4          |
| 1948 | "Merle's Boogie Woogie"                | 7          |
| 1948 | "Crazy Boogie"                         | 11         |
| 1949 | "What a Shame"                         | 13         |
| 1955 | "[Wildwood Flower" (com Hank Thompson) | 5          |
| 1966 | "John Henry, Jr."                      | 44         |

## DVDs musicais
- 1994 Rare Performances 1946-1981, Vestapol (com um livreto de 36 páginas)
- 2002 Legends of Country Guitar, Vestapol (com Chet Atkins, Doc Watson e Mose Rager)
- 2003 More Rare Performances 1946-1981, Vestapol (com um livreto de 21 páginas)
- 2005 At Town Hall Party, Bear Family

## Vídeos musicais
1. Soundies Distributing Corporation (1946) 
- "Night Train to Memphis"
- "Silver Spurs"
- "Texas Home"
- "Old Chisholm Trail"
- "Catalogue Cowboy"
- "Why'd I Fall for Abner" (com Carolina Cotton)
- "No Vacancy"  (com os Bronco Busters e Betty Devere)

2. Snader Transcriptions (1951)
- "Spoonin' Moon" (com os Westerners e Judy Hayden)
- "Too Much Sugar for a Dime" (com os Westerners e Judy Hayden)
- "I'm a Natural Born Gamblin' Man" (com os Westerners)
- "Petticoat Fever" (com os Westerners)
- "Sweet Temptation" (com os Westerners)
- "Nine Pound Hammer" (com  acoustic guitar)
- "Lost John" (com a guitarra acústica)
- "Muskrat" (com a guitarra acústica)
- "John Henry" (com a guitarra acústica)
- "Dark as a Dungeon" (com a guitarra acústica)

## Aparições em filmes como músico
- 1944 The Old Texas Trail (título no Reino Unido: Old Stagecoach Line)
- 1945 When the Bloom is on the Sage
- 1945 Montana Plains
- 1945 Why Did I Fall for Abner?
- 1945 Texas Home
- 1946 Roaring Rangers (título no RU: False Hero)  (com os Bronco Busters)
- 1946 Lone Star Moonlight (título no RU: Amongst the Thieves)  (com o Merle Travis Trio)
- 1946 Galloping Thunder (título no RU: On Boot Hill)   (com os Bronco Busters)
- 1947 Old Chisholm Trail
- 1947 Silver Spurs
- 1951 Cyclone Fury (com os Bronco Busters)
- 1953 From Here to Eternity  (vocais com guitarra acústica)
- 1966 That Tennessee Beat

## Outras aparições
- 1961 Door-to-Door Maniac (título em vídeo nos EUA: Last Blood)
- 1962 The Night Rider (telefilme)
- 1982 Honky Tonk Man

## Trilha original de filme
- 1976 - Harlan County, USA